# 桑名町 (名古屋市)
桑名町（くわなまち）は、愛知県名古屋市中区にあった地名。現在の錦二丁目・丸の内二丁目の一部に相当する。
1丁目から3丁目が設定されていた。

## 地理
名古屋市中区中央部に位置していた。
東は南外堀町4丁目・長島町1丁目・茶屋町1丁目・小田原町1丁目・東万町2丁目・菅原町2丁目、西は南外堀町3丁目・和泉町3丁目・伏見町2丁目・車町4丁目・東万町1丁目・菅原町1丁目、南は菅原町1・2丁目、北は南外堀町3・4丁目に接していた。

## 歴史

### 地名の由来
清洲城下にあった桑名町が清洲越しにより名古屋に移ったもので、由来について確証ある説はないが、『日本歴史地名大系』（参照元は『尾張志』）では「長島町と桑名町はもと伊勢国から清須に転じたものである」としている。

### 沿革
- 江戸時代初期 - 清洲城下において、城の北西に桑名町として所在[4]。
- 慶長年間 - 清洲越しにより、名古屋に桑名町として成立[4][2]。
- 1871年（明治4年）9月29日 - 桶屋町の一部を併合[1][5]。
- 1878年（明治11年）12月20日 - 名古屋区成立に伴い、同区桑名町となる[4][5]。
- 1889年（明治22年）10月1日 - 名古屋市成立に伴い、同市桑名町となる[4][5]。
- 1908年（明治41年）4月1日 - 西区成立に伴い、同区桑名町となる[1][5]。
- 1936年（昭和11年）2月27日 - 東京に本店をおく歯磨化粧品石鹸等の製造販売を行う小林商店名古屋支社設置[6]。
- 1944年（昭和19年）2月11日 - 栄区成立に伴い、同区桑名町となる[1][5]。
- 1945年（昭和20年）11月3日 - 栄区廃止に伴い、中区桑名町となる[1][5]。
- 1966年（昭和41年）3月30日 - 住居表示実施に伴い、1～4丁目が丸の内二丁目、4丁目の一部が錦二丁目に編入され、消滅[1][5]。